# Elophila bourgognei
Elophila bourgognei là một loài bướm đêm trong họ Crambidae.